# Carphina assula
Carphina assula är en skalbaggsart som först beskrevs av Bates 1864.  Carphina assula ingår i släktet Carphina och familjen långhorningar. Inga underarter finns listade.